# Karl Rümker

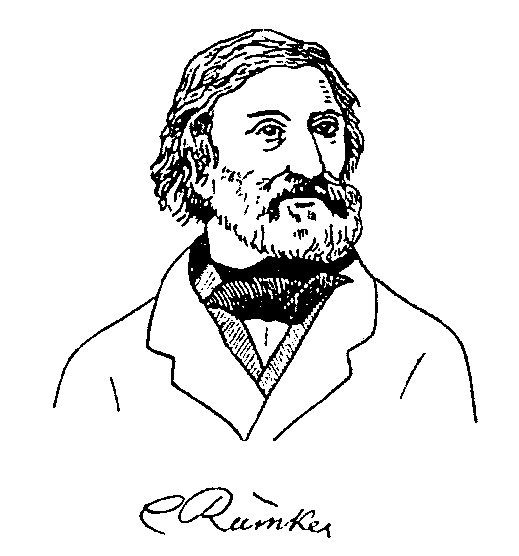
Karl Rümker.

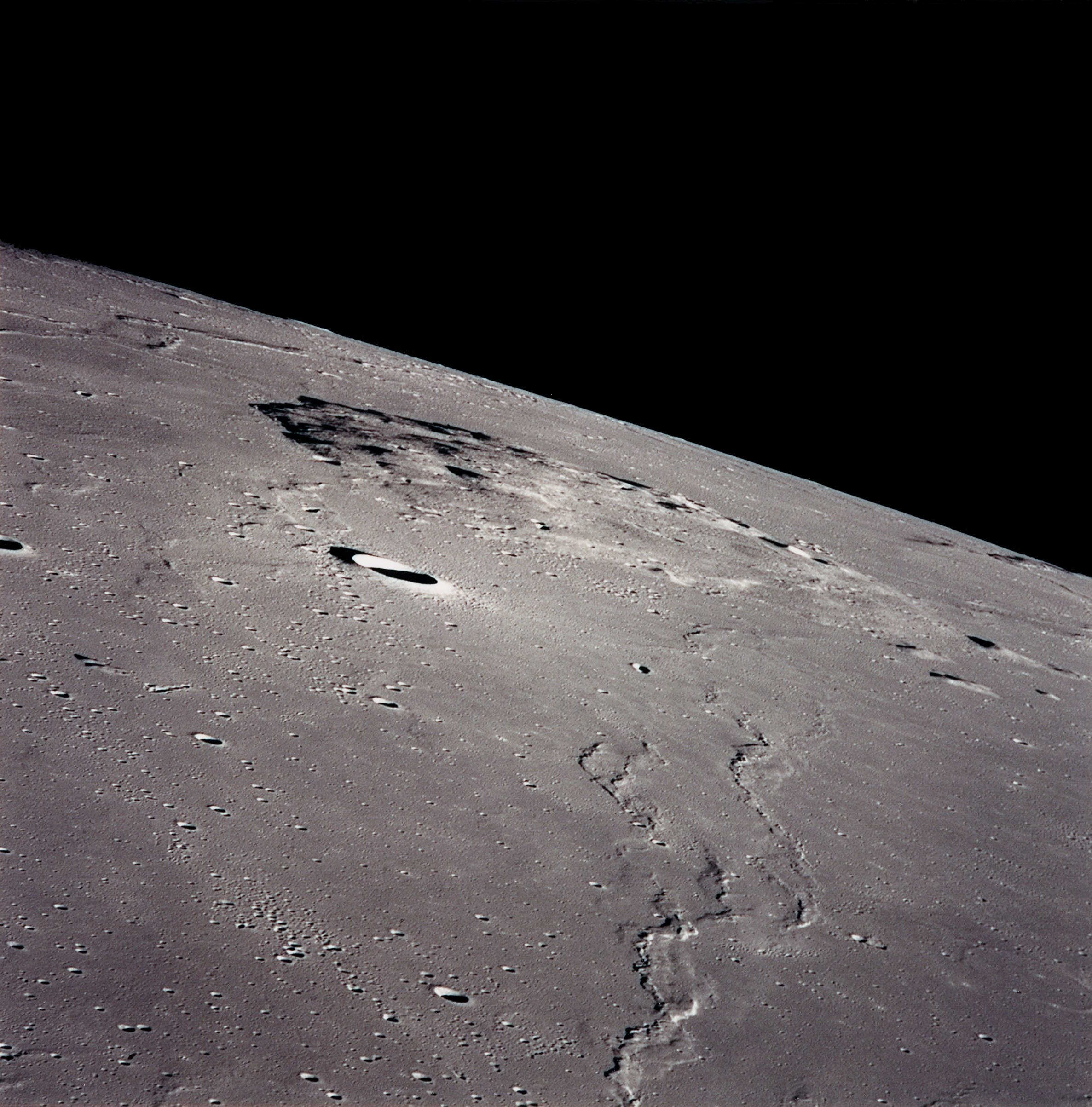
Berget Mons Rümker på månen.

Christian Karl Ludwig Rümker, även känd som: Carl eller Charles Rümker, född den 18 maj 1788 i Stargard, död den 21 december 1862 i Lissabon, var en tysk astronom. Han var far till George Rümker,

## Familj
Karl Rümker var den yngste av fem (kända) barn till juristen och domaren Justus Friedrich Rümker (1741–1817) och dennes hustru Dorothea Maria, född Siemerling (1757–1788). Kort tid innan Karl Rümkers födelse hade hans far, som tidigare var advokat i Neubrandenburg, fått tjänst som Gerichtsverwalter i Stargard i Mecklenburg. Ibland har hans födelseort därför blivit felaktigt angiven i äldre litteratur. Hans far- och morföräldrar bodde i Neubrandenburg och familjen var ofta där, därför spelade staden en viktig roll för honom.

## Karriär
Från 1819 till 1820 var Karl Rümker lärare vid navigationsskolan i Hamburg. År 1821 följde han med Thomas Brisbane till Australien, där Brisbane blev guvernör för New South Wales. Brisbane hade haft ett eget observatorium i England och byggde ett observatorium på guvernörsresidenset Parramatta i Australien. Karl Rümker var chef där mellan 1821 och 1830 tillsammans med James Dunlop. Rümker beräknade banan och den möjliga platsen för återupptäckt av kometen Enckescher. Tillsammans med John Dunlop bevakade han himmelen och den 24 maj 1822 fann Dunlop kometen. Detta var den andra återupptäckten av en komet efter Halleys komet. Det uppstod delade meningar om huruvida Rümker eller Dunlop skulle räknas som kometens återupptäckare. Det ledde till en splittring mellan Rümker och Brisbane, vilket ledde till att Rümker lämnade guvernörens observatorium och skaffade sig en egen bit land. När Brisbane återvände till England 1824 fick Rümker tillbaka chefspositionen vid observatoriet. Ett stort projekt som han arbetade med var färdigställandet av en stor stjärnkatalog för den södra stjärnhimmelen med över 7 000 stjärnors positioner.
Rümker reste till England 1829, för att i London skaffa nya instrument till observatoriet. Där blev han offer för intriger vid Royal Astronomical Society, möjligen iscensatta av Brisbane, vilket gjorde att han inte kunde återvända till observatoriet i Parramatta.
Vid denna tid sökte observatoriet i Hamburg en ny direktör och Rümker fick tjänsten 1830. Samtidigt blev han dessutom rektor för navigationsskolan, som fanns i samma byggnad. Stjärnkatalogen som han hade ställt samman i Parramatta, gavs ut i Hamburg 1832. I Hamburg genomförde han ett ännu mer omfångsrikt stjärnkatalogsprojekt med 12 000 stjärnpositioner. Han överlämnade ledningen för observatoriet till sin son George 1854 och flyttade 1857 till Lissabon.
År 1823 belönades han med Lalandepriset från Franska vetenskapsakademien (tillsammans med Jean-Félix Adolphe Gambart) och 1854  med Royal Astronomical Societys guldmedalj. Berget Mons Rümker på månen har fått namn efter honom.